# Belicenochrus peckorum
Espèce
Belicenochrus peckorum est une espèce de schizomides de la famille des Hubbardiidae.

## Distribution
Cette espèce est endémique du Belize. Elle se rencontre dans la grotte St. Herman’s Cave dans le district de Cayo.

## Étymologie
Cette espèce est nommée en l'honneur de Stewart B. Peck et Jarmila Kukalová-Peck.

## Publication originale
- Armas & Víquez, 2010 : Nuevos Hubbardiidae (Arachnida:Schizomida) de América Central. Boletin de la Sociedad Entomológica Aragonesa, vol. 46, p. 9-21 (texte intégral).